# Saint-Cricq
Saint-Cricq (gaskognisch: Sent Cric) ist eine französische Gemeinde mit 290 Einwohnern (Stand: 1. Januar 2022) im Département Gers in der Region Okzitanien (vor 2016 Midi-Pyrénées). Sie gehört zum Arrondissement Condom und zum Kanton Gimone-Arrats (bis 2015 Cologne). Die Einwohner werden Saint-Cricquois genannt.

## Lage
Saint-Cricq liegt etwa 35 Kilometer westnordwestlich von Toulouse. 
Nachbargemeinden sind Cologne im Norden, Encausse im Osten, Thoux im Süden sowie Sirac im Westen.

## Bevölkerungsentwicklung
| Jahr                       | 1962 | 1968 | 1975 | 1982 | 1990 | 1999 | 2006 | 2011 | 2016 |
| -------------------------- | ---- | ---- | ---- | ---- | ---- | ---- | ---- | ---- | ---- |
| Einwohner                  | 62   | 59   | 63   | 69   | 94   | 122  | 230  | 267  | 294  |
| Quellen: Cassini und INSEE |      |      |      |      |      |      |      |      |      |

## Sehenswürdigkeiten
- Kirche Sainte-Radegonde mit Glockengiebel